# Gloiotrichus
Gloiotrichus, rod crvenih algi iz porodice Liagoraceae. Taksonomski je priznat kao zaseban rod. Postoji dvije priznate vrste, sve su morske.
Tipična je G. fractalis; druga vrsta otkrivena je 2013. godine kod obale Belizea.

## Vrste
1. Gloiotrichus fractalis Huisman & Kraft – tip
2. Gloiotrichus vermiculatus K.E.Bucher, J.N.Norris & J.R.Sears